# Фанзиев, Мажид Мазанович
Мажид Мазанович Фанзиев (кабард.-черк. Фанзий Мэзан и къуэ Мэджид; 1880—1919) — российский и советский общественный и политический деятель, просветитель.

## Биография
Родился в 1880 году в селе Болатово (ныне Терекское) Сунженского округа Терской области, в крестьянской семье.
После завершения учёбы в медресе родного села, уехал в Дагестан для продолжения своей учёбы, где провёл три года.
В период установления советской власти в Кабарде, сражался на стороне красноармейцев с белогвардейцами.
Избирался членом Нальчикского окружного народного Совета, а затем и Нальчикского окружного исполкома.
В 1919 году погиб в бою в районе посёлка при железнодорожной станции Муртазово (ныне город Терек).

## Творческая деятельность
В 1905 году вместе со своим учеником Хасаном Эльбердовым выпустил новую кабардинскую азбуку и букварь на основе арабского письма, которые использовались в медресе и первых светских кабардинских школах до установления советской власти в Кабарде и перехода кабардинской письменности на латиницу.
Настаивал на обучении детей на родном языке, хоть и отмечал важное значение русского языка для горцев и к изучению которого также призывал свой народ.
До Октябрьской революции работал учителем в различных духовных и светских школах Кабарды. В 1919 году был первым редактором советской газеты в Кабардино-Балкарии «Равенство».

## Память
Именем М. М. Фанзиева названы улицы в сёлах Терекское и Верхний Акбаш, а также в городах Нальчик и Терек.